# Markus Hipfl
Markus Hipfl (* 26. April 1978 in Wels, Oberösterreich) ist ein ehemaliger österreichischer Tennisspieler.

## Leben

### Jugend und erste Schritte
Hipfl begann bereits im Alter von vier Jahren Tennis zu spielen und wurde zuerst von seinem Vater betreut. In seiner Jugendzeit sorgte er in Österreich für großes Aufsehen und wurde schon als Nachfolger von Thomas Muster gefeiert. 1992 wurde er mit der österreichischen Mannschaft U14-Weltmeister, 1994 gewann er die Orange Bowl und mit der Mannschaft den Vizeweltmeistertitel. 1997 gewann er die Satellite-Serie in Italien und Österreich. Sein Debüt auf der ATP-Tour feierte er 1994. Er wurde am Anfang seiner Profikarriere von Ronnie Leitgeb, dem damaligen Trainer von Thomas Muster trainiert.

### Karriere
1994 startete Hipfl beim ATP-Turnier von St. Pölten, verlor aber in der ersten Runde gegen Francisco Clavet mit 0:6 und 4:6.
1995 konzentrierte er sich weiterhin auf Nachwuchsturniere und erhielt für das ATP-Turnier von Wien eine Wildcard. Er spielte gegen Mark Woodforde und verlor erneut in der ersten Runde.
1996 gab er sein Debüt im österreichischen Davis-Cup-Team und spielte in Brasilien gegen Gustavo Kuerten. Nach dem Gewinn der ersten beiden Sätze verlor er noch in fünf Sätzen. Er startete zum ersten Mal in Kitzbühel und erreicht nach einem Sieg über Stefan Koubek die zweite Runde.
1998 siegte Hipfl bei den Challenger-Turnieren von Nettingsdorf und Guadalajanea in Mexiko. 1999 erreichte er die Viertelfinali von St. Pölten, Palermo und Mallorca. 2001 feierte er seinen größten Erfolg mit dem Erreichen des Finales von St. Pölten, welches er gegen seinen Trainingspartner Andrea Gaudenzi 0:6 und 5:7 verlor. Im selben Jahr feierte er Siege über Marcelo Ríos in Buenos Aires, Albert Costa oder Jewgeni Kafelnikow beim ATP-Masters-Turnier von Monte Carlo. Am Anfang des Jahres 2002 wurde er an 62. Stelle in der Weltrangliste geführt. Markus Hipfl kämpfte seine ganze Karriere mit Verletzungsproblemen. So gab er 2005 in Kitzbühel sein Comeback, verletzte sich aber erneut am Ellbogen. Derzeit spielt er bei kleineren Turnieren, hat aber seine Profi-Karriere beendet.
Beeindruckend ist seine gute Davis-Cup-Bilanz von 10-3. Unter anderem war er, gemeinsam mit Stefan Koubek, 1999 am Erfolg über Schweden beteiligt.

### Persönliches
Hipfls Neffe Nico Hipfl (* 2006) ist ebenfalls Tennisspieler.